# Paul Klee
Paul Klee (Münchenbuchsee kraj Berna, 18. prosinca 1879. – Muralto kraj Locarna, 29. lipnja 1940.), njemačko-švicarski slikar i grafičar, jedan od najznačajnijih umjetnika klasične moderne, čija su djela nastala pod utjecajem ekspresionizma, kostruktivizma, kubizma, primitivizma i surealizma. Radio je s redakcijom časopisa Plavi jahač i izložio grafike na njihovoj drugoj izložbi 1912. u Münchenu.
1914. je zajedno sa slikarima Augustom Mackeom i Loisom Moillietom proveo jedno vrijeme u Tunisu, gdje počeo slikati.
Klee je, kao i njegov prijatelj Vasilij Kandinski, predavao na Bauhausu u Weimeru i kasnije u Dessau. Od 1931. je bio profesor na umjetničkoj akademiji u Düsseldorfu. 
Nacionalni socijalisti su otpustili Kleea i on se vratio u Bern gdje je, usprkos teškoj bolesti, radio do svoje smrti 1940. Paul Klee nije bio samo likovni umjetnik i grafičar, pisao je i povijesno umjetničke tekstove kao npr. Schöpferische Konfession, 1920. (Stvaralačka konfesija), Pädagogisches Skizzenbuch, 1925. (Pedagoška knjiga skica).

## Studij
U Münchenu je Klee studirao grafiku na privatnoj umjetničkoj školi Heinricha Knirra jer se nije uspio upisati na akademiju umjetnosti u Münchenu (Akademie der Bildenden Künste). Studij umjetnosti je oko 1900. bio strogo reglementiran, studenti su morali vjerno slikati po uzoru na prirodu, objektivnost prikazivanja je bilo osnovno pravilo. Crtalo se po modelima i po odlijevima antičkih skulptura. Tek nakon dugogodišnjeg studiranja crtanja su studenti dobili mogućnost upisat kurs slikanja. Umjetnost je početkom stoljeća bila muška domena, ženama studij umjetnosti nije bio dozvoljen. Na sreću je u Münchenu bilo dovoljno privatnih škola. 
1899. je Klee upisao kod Waltera Zieglera kurs bakropisa i jetkanja. Uživao je u ugodnom studentskom životu i imao je mnogobrojne afere s modelima, s namjerom doseći izuzetno opširneo i profinjeno seksualno iskustvo.
1900. se Klee upisao u likovnu grupu Franza von Strucka kod kojeg je istovremeno studirao i Kandinski. Za Kleea je studij kod Strucka bio nezanimljiv, posjećivao je nastavu tek sporadično, tako da Kandisnkog nije upoznao. 1901. se ispisao. 
Iste je godine, nakon napuštanja akademije, poduzeo s Hermanom Hallerom šestomjesečno studijsko putovanje. Putovali su Italijom, bili su u Milanu, Genovi, Livornu, Pizi, Rimu, Napulju, Pompejima, Sorentu, Garaganu, Firenci. Na tom putovanju su tri doživljaja bila odlučujuća za njegovu daljnu umjetničku karijeru: renesansna arhitektura Firence, “palače i crkve čine Medici grad jedinstvenim i komplentnim umjetničkim djelom, njihova konstrukcija, tajne građevinskih kalkulacija, načela proporcije“. Kao drugo je Klee u po prvi put u akvariju u Napulju doživio „imaginaciju i fantastiku prirodnih formi, raskoš boja i bajkovitost maritime flore i faune“, te kao treće „razigrana senzibilnost gotičkih slika na drvetu“ u Sieni.
Nakon povratka iz Italije je Klee od 1902. do 1906. živio kod roditelja u Bernu i radio kao muzičar (violinist) u Bernskom muzičkom društvu (Bernische Musikgesellschaft), ali se usprkos tome i dalje umjetnički obrazovao, pohađajući kurse i predavanja anatomije.
1903. su nastali prvi bakropis iz ciklusa „Inventionen“. Studirao je bakropise u Kabinetu bakropisa, radilo se o ilustracijama Aubreya Beardsley, Williama Blake, Francisca Goya i Jamesa Ensora, koji su ga u to vrijeme impresionirali.
1905. je Klee s prijateljima, umjetnikom Loisom Moilletom i piscem Ernstom Bloeschom, poduzeo putovanje u Pariz, gdje u Louvru i u galeriji Palais de Luxembourg studirao antičku umjetnost. Te je godine Klee po prvi put vidio djela impresionističkih umjetnika i iste se godine počeo baviti slikanjem na staklu.
1906. je Klee posjetio u Berlinu Jahrhundertausstellung deutscher Kunst (Stoljetnu izložbu njemačke umjetnosti), krajem godine se preselio u München, gdje je ubrzo sklopio brak s pijanisticom Lily Stumpf. Godinu dana kasnije, 30.11.1907., rodio im se sin Felix. Klee je preuzeo odgoj sina i sve radove u domaćinstvu, Lily je davala satove klavira.
1908. je Klee postao član Društva švicarskih grafičara „Die Walze“ i iste je godine izložio tri grafike na izložbi Minhenske secesije i 6 radova na izložbi Berlinske secesije. Osim toga je pisao o u muzici za švicarski časopis „Die Alpen“.

## Stvaralaštvo

### Plavi Jahač
1911. je upoznao Alfreda Kubina. Klee je imao namjeru ilustrirati Volterovu „Candidu“ i Kubin je bio oduševljen njegovom idejom, njemu su se sviđale rane grafike Paula Kleea, one su bile skurilne i ironične. Kubin nije bio samo Kleeov prijatelj već i prvi kolekcinar Kleeovih djela. Iste godine je Kubin upoznao Kleea s kritičarem Wilhelmom Hausensteinom, osim toga je Klee bio jedan od osnivača minhenskog umjetničkog društva Sema i kasnije njegov predsjednik. Krajem godine je upoznao Vasilija Kandinskog  i  Augusta Mackea te se pridružio redakciji Pavog jahača“ koju su osnovali Franz Marc i Vasilij Kandinski. Na drugoj izložbi Plavog jahača, održanoj u veljači 1913. je Klee izložio svoje radove, radilo se o izložbi grafika s nazivom "Schwarz-Weiß". 

### Izložbe 1912/1913
Za vrijeme njegovog drugog boravka u Parizu je Klee posjeto galeriju Daniela- Henryja Kahnweilera,  vidio je djela Georgesa Braquea, Andre Deraina, Henria Matissea,Pabla Picasso, Henrija Rousseaua i Mauricea de Vlamnicka. Na izložbi 1912.  U Kölnu  (Internationale Kunstaustellung des Sonderbundes Westdeutscher Kunstfreunde und Künsctler zu Cöln) su izložena 4 njegova crteža. Iste godine prevodi Delauneyev text „O svjetlu“ (La Lumiere) za umjetnički časopis Herwartha Waldena „Der Sturm“.  
Delaunayeve slike na staklu i tekstovi o umjetnosti promijenili su Kleeovo mišljenje o svjetlu i bojama. Nove ideje je ubrzo primijenio u svojim djelima, boje su njegove slike učinile efektivnijim i kontrastnijim. 1913. je sudjelovao na izložbi Waldena (Erstes Deutsche Herbstsalon) s crtežima i akvarelima. 

### Boravak u Tunisu
S Augustom Mackeom i Louisom Moilletom je otputovao tri tjedna u Tunis. Radilo se o putovanju na kojem je Klee po prvi put slikao. 
Kleeovi prvi akvareli bili su apstraktni, Macke je slikao intenzivnim bojama, Moillet je favorizirao plošno slikarstvo. Pri kraju putovanja se na radovima troje umjetnika moglo primijetiti da su međusobno utjecali jedan na drugog. Najbolji primjeri su slike Kairouan III Augusta Mackea, Ansicht von Kairouan Paula Kleea te Kairouan Loisa Moilleta.
1914. je održana prva izložba Nove minhenske secesije, grupe koja je nastala iz nekoliko umjetničkih grupa, iz Minhenske Secesije,Nove Umjetničke Udruge' te Seme i Scholle.

### Paul Klee u Prvom svjetskom ratu
5.3.1916., na dan njegovog sazivanja u vojsku, saznao je da je njegov prijatelj Franz Marc dan ranije pao kod Verduna. 
Nakon vojne obuke nije bio postavljen na front već je služio u Schleißheimu,  gdje pratio avionske transporte i brinuo se o manjim popravcima na avionima. Godine 1917. premješten je u Kraljevsku letačku školu u Gersthofenu. Zahvaljujući obavezama koje nisu imale nikakve veze s frontom (bio je blagajnik i referent), imao je mogućnost i dalje se baviti slikarstvom. 
Za vrijeme rata je Herwarth Valden izlagao Kleeove slike u galeriji Der Sturm, i upravo one slike s antiratnom porukom je publika najviše voljela. 1918. je Klee napokon doživio komercijalni i umjetnički uspjeh, Walden je prodao slike u vrijednosti od 3460 Marka.

### Prva samostalna izložba
Alexej von Jawlensky je omogućio susret Paula Kleea i Galke Scheyer 1919. Galka Scheyer je bila američka galeristica koja je od 1924. zastupala umjetničku grupu Plava četvorica (Die Blaue Vier/The Blue Four), promicala je njihove izložbe i publikacije u Sjedinjenim američkim državam.
Klee je radio zajedno s umjetnicima DADA grupe, s Tristanom Tzarom, Hansom Arpom, Marcelom Jancom, Hansom Richterom te s komponistom Ferrucciem Busonijem. 1919. je potpisao ugovor s minhenskim trgovcem umjetnina Hansom Goltzom. Prva izložba Kleea održana je 17. svibnja 1920. u Galeriji Goltz u Münchenu. Izloženo je 371 djela, akvarela, slika u ulju, plastika, crteža i grafika.

### Bauhaus 1920-1931
1920. je Klee počeo raditi na Bauhausu u Weimaru kao knjigoveža. S predavanjem je počeo godinu dana kasnije. Njegovo imenovanje je bila političko-kultrurna odluka, Klee se nakon Njemačke revolucije izjasnio kao lijevičar. 
Slikari s Bauhausa su poznavali Kleeova djela, bili su i sami umjetnici Modernizma. Klee je 1921.  sudjelovao na izložbi  14th Exhibition, radilo se o zajedničkoj izložbi umjetničke organizacije Société Anonyme Inc.New York, koju su osnovali Katherine Sophie Dreier i Michael Duchamp. Po prvi put su Kleeovi radovi bili izloženi u Americi. Dreier je posjedovala 21 Kleeovih radova u svojoj zbirci, danas se ova zbirka, kao i druga djela iz njezinog nasljedstva, nalaze na Yale University, u biblioteci Beinecke Rare Book und Manuscript Library.
1922. je Klee na Bauhausu preuzeo radionice za zlatarstvo, srebrastvo i bakrokotlarstvo, nešto kasnije i radionice za slikanje na staklu, gdje mu se kasnije pridružio Vasilij Kandinski. Kao zadnje je preuzeo radionicu za tkanje.
Nakon prestrukturivanja Bauhausa, s novim vodstvom pod Lászlóm Moholy-Nagys, je Kleeova nastava Formlehre (Nastava o formi) postao osnovni dio stručne izobrazbe. 
1925. je Klee imao prvu izložbu u Francuskoj, u Parizu. U galeriji Vavin-Raspail je izloženo 39 akvarela. Predgovor u Katalogu izložbe je napisao Louis Aragon, Paul Eluard je priložio pjesmu s nazivom Paul Klee.
Iste godine su osim toga bile izložene dvije Kleeove slike na izložbi nadrealista  u galeriji Pierre, iako im se Klee nije nikad pridružio. Grupu nadrealista su činili sljedeći slikari: Hans Arp, Giorgio de Chirico, Max Ernst, André Masson, Joan Miró, Man Ray, Pierre Roy i Pablo Picasso.
1926. se Bauhaus preselio u Dessau, Bauhaus u Weimeru je nakon političkih peripetija zatvoren. Klee se s familijom uselio u jednu od dupleks kuća koje je Walter Gropius izgradio za majstore Bauhausa. U drugoj polovici duplex kuće je stanovao bračni par Kandinski. U Dessau je Klee predavo Slobodno plastično i likovno stvaralaštvo (Freie plastische und malerische Gestaltung), Slobodno slikanje' (Freie Malklasse) te Tkalačko stvaralaštvo (Gestaltungslehre in der Weberei). 
1928. je Klee ponovo poduzeo putovanje u Orijent, ovog puta u Egipat. Posjetio je Aleksandriu, Kairo, Luxor i Assauan. Oduševio se svjetlom, koje je u osunčanom Egiptu bilo posve drugačije nego na sjeveru Evrope, osim toga su ga se dojmili epohalni spomenici, posebno proporcionalni i konstrukcijski zakoni po kojima su izgrađeni. Iz ovog vremena potječe slika Necropolis koja prikazuje nekoliko monumentalnih piramida koju su naslikane u slojevima, jedna iznad druge. Osim toga je nakon ovog putovanja nastala i geometrijska slika Feuer am Abend. Putovanje mu je omogućilo Klee-Udruženje, koje je osnovao kolekcionar umjetnina Otto Ralf. 
S putovanja je pisao ženi :Iz Tunisa sam se vratio s drugačijim utiscima, uvjeren sam da je Tunis bio nepomućeniji:.
1928. je Gropius, nakon dugoročnih problema sa s državnim ustanovama, dao ostavku kao direktor Bauhausa. Predložio je švicarskog arhitekta Hannesa Meyera kao novog direktora. Hannes Mayer je zastupao mišljenje da se Bauhaus udaljio od prvobitne ideje biti dostupan širokoj publici, zbog toga je izdao novu parolu Volksbedarf statt Luxusbedarf (Dostupnost umjesto elitarnosti) i intensivirao suradnju s industrijom. Bilo je to vrijeme konflinkta na Bauhausu, s jedne strane je rastao politički pritisak zbog nacionalnih socijalista, s druge strane je tinjao sukob između primijenjenih i slobodnih umjetnika (kao npr.Klee). 
Pošto je Klee još živio u Weimeru, predavao je u dvotjednim turnusima, s čim studenti i kolege nisu bili zadovoljni. Izgledalo je da se njegovi životni i radni planovi više ne podudaraju s ciljevima Bauhausa. Bauhaus mu je želio olakšati radne okolnosti, šta je Klee odbio.  Napustio je Bauhaus 1.4.1931.
Iste je godine počeo predavati na Umjetničkoj akademiji u Düsseldorfu, profesuru mu je već godinu dana ranije ponudio Walter Kaesbach. Godinu dana kasnije je posjetio izložbu Picassa u Zürichu, nakon toga je kratko otputovao u Padovu i Veneciju. O Picassu je napisao u pismu ženi:..izložba je bila nova potvrda.

### Godine u Švicarskoj
1933. nakon Hitlerovog dolaska na vlast su nacionalni socijalisti od Kleea zahtijevali “Ariernachweis“ tzv. Potvrdu arijevskog porijekla. U nacionalno-socijalističkom listu Die rote Erde  je proglašen galicijskim židovom. Odustao je od demetiranja jer se nije želio potruditi za naklonost vlastodržaca.
Pisao je svojoj sestri:
Šta se tiče pitanja porijekla, nisam do sada reagirao. Felix će […] dokazati svoje kršćanstvo. Ako to budu od mene službeno zahtijevali, onda ću to i napravati. Ali osobno nešto poduzeti protiv takvih drskih napadaja, to mi je ispod časti. Jer i da jesam židov iz Galicije, ne bi to ni trunka promijenilo moju osobu ili moje stvaralaštvo.
Kasnije je Klee predao potvrdu o porijeklu, ali usprkos tome su ga nacionalni socijalsti 21.4.1933. otpustili s Akademije, s objašnjenjem, Klee je politički nepouzdan i izopačen umjetnik. Klee se od kolega oprostio riječima:Gospodo, u Evropi smrdi zabrinjavajuće po leševima.
Krajem godine je potpisao ugovor s Danielom- Henrijem Kahnweilerom koji je vodio galeriju Simon u Parizu, Kahnweiler je dobio monopol na sva djela koja se prodaju izvan Švicarske. 
Na akedemiji u Düsseldorfu ga je naslijedio Franz Radziwill, godinu dana kasnije su i njega nacionalni socijalisti otpustili s položaja jer je pomagao u stvaranju izopačene umjetnosti.
Krajem 1933. je Klee emigriraro u Švicarsku. Njegova molba za dodijeljivanje švicarskog državljanstva je odbijena, tek nakon 5 godina neprestanog boravka u Švicarskoj bilo je moguće dobiti državljanstvo.

### Zadnje godine
1935. je Galerija Bern otvorila retrospektivu Kleeovih djela, u kombinaciji s djelima Hermanna Hallera, kasnije je ista prikazana u Galeriji Basel. Iste godine se Klee razbolio, kao prvo od bronhitisa, koji je ubrzo prerastao u upalu pluća, a nekoliko mjeseci kasnije se razbolio od sklerodermije. Tek 14 godina nakon njegove smrti je ova bolest, do tada nepoznata, dobila ime. Dijagnoza je hipotetična jer nedostaju nalazi. Posljedica oboljenja je bilo stvrdnjavanje kože, šta mu je otežavalo slikanje.
1937. je imao još jednu, izuzetno plodnu stvaralačku fazu. Improvizirao je mnogo i radio s kredom, olovkom i tušem.Tematizirao je svoje zdravstveno stanje slikanjem patnika i koristio je široke kistove jer su im olakšavali posao.
19.srpnja 1937. je u Münchenu otvorena izložba pod nazivom Entartete Kunst /Izopačena umjetnost, na kojoj su izložena djela velikog broja suvremenih slikara, među ostalim i 17 djela Paula Kleea. Više od 100 slika Kleea su bile konfiscirane i kasnije prodane u inozemstvu.
1939. je američki komponist i umjetnik John Cage, prijatelj galeristice Galke Scheyer, organizirao malu izložbu u Seattlu, s djelima Jawlenskog, Kandinskog i Kleea.
Krajem 1939. je Klee ponovo podnio molbu za dodijelu državljanstva. Njegova je molba detaljno ispitana, u javnosti je moderna umjetnost bila popratna pojava lijevičarskih ideja. U tajnim policijskim izvještajima je Kleeova umjetnost opisana kao uvreda prave umjetnosti i pogoršanje dobrog ukusa, u tisku se pisalo da židovi podupiru njegovu umjetnost iz čiste materijalne koristi. Usprkos negativnom policijskom izvještaju je krajem 1939. Kleeova molba odobrena. Ali nažalost nije nikad dobio švicarsko državljanstvo jer se za vrijeme obrade njegove molbe teško razbolio. Umro je 29. lipnja 1940. 
Kleeova biografkinja, Carola Giedion-Welcker, koja ga je kratko prije smrti posjetila, napisala je, da je Klee bio uzrujan i gnjevan zbog napadaja u tisku i da se bojao da će zbog toga njegova molba za dodijelu državljanstva biti odbijena.
Na grobnoj ploči Paula Kleea je Felix Klee 1946. ugravirao tekst oca iz 1920: 
S ove strane sam nedohvatljiv
Živim dobro kod 
Mrtvih
I nerođenih
Bliže sam srcu stvaranja,
Ali još uvijek nedovoljno blizu.

## Djela
Umjetnost ne prikazuje vidljivo, umjetnost čini vidljivim. 
Paul Klee: Stvaralačka konfesija, 1920.
Paul Klee je bio osobenjak i indivudualac, iako ga je umjetnost povezivala s drugim slikarima njegovog vremena. Njegovo se slikarstvo razlikovalo od slikarstva kubista Bateau-Lavoira iz Pariza, futurista iz Milana i nadrealističkog pokreta.
Kao Miro i Picasso je i Klee slikao stilom djetinjih naivnih crteža te različitih nativnih naroda, primitivizam je bio jedan od fenomena moderne umjetnosti 20. stoljeća. Pojednostavljene linije obrisa, crteži kao škrabotine, nedostatak perspektive, redukcija na najnužnije, on to objašnjava „posljednjom profesionelom spoznajom“ kao  „suprotnost realnog primitivizma“.
Grafike imaju važnu ulogu u Kleeovom stvaralaštvu, više od polovice njegovih djela su grafike, šta ga čini najvažnijim grafičarem ranog 20.stoljeća.  U slikama se služio različitim tehnikama, uljem ,vodenim bojama, tintom,  kredom i drugim.  Često je kombinirao tehnike, struktura podloge mu je bila podjednako važna.  Njegova se djela nastala pod utjecajem različitih umjetničkih stilova, od ekspresionizma do kubizma i nadrealizma, ali teško ih je klasificirati. U njegovim djelima je često riječ o snovima, poeziji ili muzici, ponekad su u slikama note ili riječi, kasnije simboli slični hiejroglifima.
Klee je izradio nekoliko plastika, radi se o ginjolama za njegovog sina. Nastale su između 1916. – 1925. Za njega nisu bile dio stvaralaštva tako da ih nije uključio u popis svojih djela. 30 ginjola je još očuvano i danas se nalaze u Centru Paul Klee u Bernu.
Na njegovom popisu se nalazi 733 slika (na drvenoj podlozi ili platnu), 3159 bojanih listova na papiru, 4877 crteža, 95 grafika, 51 slika na staklu i 15 plastika.
Više od 1000 djela je nastalo u zadnjih 5 godina njegovog života. Njegove su kompozicije kod publike uživale veliku popularnost iako nisu bile jednostavne u pojmu razumljivosti. 

### Rana djela
Kleeovi rani crteži su sačuvani, neke od njih je Klee naveo u svom popisu djela. Iz ranih godina u Bernu potječe 19 crteža, 10 crteža je nastalo između 1903. – 1905. Dio su ciklusa „Inventionen“, ciklusa sa kojim je Klee po prvi put bio zastupljen na jednoj izložbi (Međunarodna izložba udruge likovnih umjetnosti Münchena), „Secession“.
Invention br. 11 Pesimističku alegoriju planina je Klee već 1906. isključio iz ciklusa. 
Satirički crteži Djevica u stablu/Snivajuća djevica iz 1903. Te Greiser Phoenix iz 1905. su proglašene prenadrealističkim djelima. Djevica u stablu se nadovezuje na motiv  „Le cattive madri„ (1894.) Giovannija Segantinija.  Kostrukcija slike je bizarna, kao i u literrnim radovima Alfreda Jarrysa, Marca Jacobsa i u Njemačkoj Christiana Morgensterna, čija je groteskna lirika direktno utjecala na Kleea.  Radi se o kulturnom pesimizmu koji se na početku 20. stoljeća nalazio u radovima simbolista. Invention br.6, Dva muškarca, jedan drugog u višem položaju pretpostavljajući iz 1903. je crtež koji pokazuje dva gola muškarca, koja se prepoznaju samo po frizurama i bradama. Jedan je njemački car Vilim II., drugi je austrijski car, ugarsko-hrvatski i češki kralj Franjo Josip I. Bez odjeće i simbola moći, nisu sigurni koje počasti drugome potvrditi jer bi se moglo dogoditi da ga više vrednuje nego treba i tako obigravaju jedno drugog
Klee je radio potpuno novom tehnikom 1905., radilo se o ogrebotinama s iglom po ocrnjenom staklu, na ovaj način je nastalo 57 slika na staklu kao npr. Scena iz vrta iz 1905. i Očev portret iz 1906. Slike u kojima je pokušao ujediniti slikarstvo i crtanje.

### Delaunay i Plavi jahač
1912. je Klee bio gotov s ilustracijom romana Candide koja je izdana pod Naslovom Kandide oder die Beste Welt. Eine Erzählung von Voltaire (Kandide ili najbolji svijet. Pripovijetka Voltaira.)
Robert Delaunay je igrao važnu ulogu u Kleeovom umjetničkom razvoju, Klee je bio inspiriran njegovim tekstovima i načinom slikanja. Delaunayev stil, orfizam ili orfički kubizam, bio je apstraktni stil u kojem je dominirala boja kao autonomni izražajni instrument.  Umjetnici Plavog Jahača, August Macke i Franz Marc, su bili podjednako pod utjecajem Delaunayevog slikarskog stila. Klee nije u početku još pronašao svoj stil, kasnije su Macke i Marc pridonijeli njegovoj orijentaciji. Za vrijeme izlaganja slika na izložbama Plavog jahača su njegovi radovi još uvijek bili crno-bijeli crteži, na izložbama su ga se mnoga djela dojmila i on je bio pun inspiracije i impulsa, koje je tek kasnije u njegovim djelima realizirao. Njegovi pokušaji rada s bojama iz tog vremena nisu ga zadovoljavali. Tek nakon putovanja u Tunis je počeo slikati, do tada je imao reputaciju izvrsnog crtača.

### Mistčno-apstraktna faza 1914-1919
Za vrijeme boravka u Tunisu s Mackeom i Moilletom je Klee po prvi put slikao. Radilo se o akvarelima inspiriranim svjetlom i bojama sjevernoafričkog krajolika, slike su stilski bile mješavina Cezanneovih krajolika i kubizma Delaunaya. Nije se radilo o vjernom prenošenju prirode na platno već o slikanju koje se podudaralo s formacijskim načelima prirode, kao npr. u djelima In den Häuser von Saint-Germain und Straßencafe. Klee je prenio krajolik u mrežno polje da bi dostigao vrhunsku harmoniju boja. Istovremeno su nastale i bespredmetne slike Abstract i Farbige Kreise durch Farbbänder verbunden
Prva slika u kojoj se prepoznaju utjecaji Delaunaya i Macke je Föhn im „Marc’schen Garten
Usprkos raspoznatljivosti motiva je primjetan obrt prema apstrakciji. U dnevniku je zapisao:
„U jami leže forme u ruševinama, ali još sam im nekako privržen. Daju mi bazu za apstrakciju. […] Šta je ovaj svijet okrutniji to je umjetnost apstraktnija, sretan svijet stvara ovostranu umjetnost.“
Pod utjecajem vojne službe je nastala slika Einst dem Grau der Nacht enttaucht (Jednom umaklo sivilu noći), radi se o vlastitoj pjesmi u slikovnoj kompoziciji. U malim bojanim kvadratima se nalazi uvijek po jedno slovo, prva strofa je od druge odvojena srebrenim papirom. Na kartonu, na kojem se slika nalazi, su stihovi ispisani rukom. U ovoj je slici primjetan utjecaj Franza Marca, Herwart Walden, Kleeov trgovac umjetninama, nazvao je ovu vidljivu promjenu stila svojevrsnom „smjenom straže“ u njegovoj umjetnosti. 
U ovoj je fazi Klee često uljane boje mješao s akvarelom i drvenim bojama, Die Villa R, jedna od slika nastalih u to vrijeme, kombinira realne motive kao sunce, mjesec, planine, stabla, zgrade s nadrelističkim motivima koji se ponavljaju u djelima različitih umjetnika, te psihološki primijenjenim bojama.

### Bauhaus i Düsseldorf
Klee je slikao apstraktne slike s grafičkim elementima kao npr. Die Zwitscher- Maschine (Mašina za cvrkut) iz 1922. godine.  Ovu je sliku nakon izložbe "Izopačena umjetnost" u Münchenu kupila Bucholtz galerija u New Yorku, a nekoliko godina kasnije ju je otkupio Museum of Modern Art u New Yorku za samo 75 US$. Na slici se vide ptice čiji su kljunovi otvoreni kao da cvrkuću, a stoje na „mašini“ koja je nacrtana u obliku pokretne ručice. Akvarel izgleda dječji naivan na prvi pogled, ali omogućuje različite interpretacije.  Moglo bi se raditi o Kleeovoj kritici automatizacije i denaturacije kojom bića gube svoje prirodno samoodređenje.
Iz vremena u Düsseldorfu potječe Ad Parnassum ( 1932.), jedna od najvećijh slika Kleea koji je inače slikao u malom formatu.  Radi se o mozaičkoj slici u pointilističkom stilu, u kojoj je ujedinio različite tehnike i kompozicijske principe. U sjećanje na boravak u Egiptu nastala je bojna ploha koja se sastojala od ugraviranih točkica, kojima je uokvirio graviranjem kratkih linija, okvir je imao oblik piramide. Iznad krova Parnassa sjaji sunce. Naslov identificira sliku sa sjedištem Apolona i njegovih muza.
Posljednja godina u Njemačkoj (1933.) je bila izuzetno plodna, nastale su mnogobrojne slike i crteži, radi se o 482 djela. Autoportret iz ove godine, s programskim nazivom  von der Liste gestrichen (skinut s popisa), informira o njegovom psihičkom stanju: Klee je izgubio profesuru i status. Autoportret je slikan tamnim bojama, radi se o apstraktno slikanoj figuri zatvorenih očiju i stisnutih usana, na potiljku veliki X; umjetnik i njegova umjetnost u Njemačkoj nisu više imali nikakvog značaja.

### Švicarska
U novoj je okolini Klee slikao slike većeg formata.  1936. godine se razbolio i vrlo malo slikao, radilo se tek o 25 djela. Sljedeće je godine je sve više slikao 1937. Se radilo o 264 slika, 1938. čak 489, a u najproduktivnijoj godini 1939. se radilo o 1254 djela. U Švicarskoj su nastala višeznačajna djela u kojima je izražavao svoje osjećaje o aktualnim problemima, političkoj i osobnoj situaciji. Iz tog vremena potječu  Muskier i Revolution des Vidaukts, sigurno jedna od njegovih najpoznatijih slika s kojom je uvršten u redove antifašističkih umjetnika. U Revolution des Viadukts se radi o lukovima mosta koji su se izdvojili iz reda, ne želeći više biti samo jedna karika u lancu. Pobunjuju se, dižući revoluciju.

### Anđeli
Oko 80 slika s motivom anđela je nastalo između 1938. – 1940. Izložba 2013. je ovako komentirana: Krilate figure, pola čovjek, pola nebeski glasnik, one reprezentiraju prelazak iz zemljane u nebesku formu egzistencije, potrebu za spiritualitetom, ali istovremeno i nepovjerenje prema religiji i vjerskim pitanjima […] Često se Kleeovi anđeli nalaze u blizini satane: Lucifer i Leviathan, Mefisto i Chindlifrässer (Žderač djece, Figura sa zdenaca u Bernu), radi se po redu o dijaboličkim figurama koje Klee slika u blizini njegovih anđela, ponekad čak i tijelima anđela. Ova blizina anđela i vragova je izraz njegove filozofije o izjednačenju snaga koja ne poznaje suprotnost dobra i zla, već relativnost naših načela vrijednosti i morala.

### Zadnja djela
U zadnjim godinama Klee slika hijeroglifima slične znakove u svojim slikama. Na slici Insula dulcamara iz 1938., njegova najveća slika, vidi se bijelo lice, s očnim šupljinama uokvirenim crnom linijom, simbol smrti. Ogorčenost i tuga dominiraju zadnjim djelima. 
1940. je njegovu zadnju sliku ostavio završenu, ali nepotpisanu na štafelaju. Radi se o relističnoj mrtvoj prirodi Ohne Titel (Bez naslova), kasnije nazvanom Todesengel (Anđeo smrti)
Na slici se vidi zeleni čajnik, cvijeće, jedna skulptura i anđeo. Nešto postrance, odvojeno od grupe, vidi se mjesec na tamnoj pozadini.  Klee se slikao pokraj ove slike povodom njegovog 60-tog rođendana. Pretpostavlja se da je ovo djelo vidio kao svoju umjetničku ostavštinu.

## Vanjske poveznice
- Timline of Art History
- Michael Gaumnitz : Paul Klee The Silence of the Angel (2005), Film 51:14 min
- Zentrum Paul Klee, Bern Centar Paul Klee, Bern, Švicarska
- Paul Klee – Ausstellungen, Sammlungen und weiterführende Links  Arhivirana inačica izvorne stranice od 6. veljače 2016. (Wayback Machine) kunstaspekte.de
- Paul Klee Video (engleski)
- Zentralarchiv des internationalen Kunsthandels E.V., Galerie Hella Nebelung  Arhivirana inačica izvorne stranice od 4. ožujka 2016. (Wayback Machine) Paul Klee, Dokumenti 1945. – 1951.  Hella Nebelung (1912. – 1985.)